# 박유덕
박유덕(1983년 3월 17일 ~ )은 대한민국의 뮤지컬 배우이다.

## 학력
- 서경대학교 연극영화학부

## 출연작

### 뮤지컬
- 《낭만별곡》 - 박연 역
- 《미드나잇 액터뮤지션》 - 비지터 역
- 《난세》 - 정도전 역
- 《빈센트 반고흐(2022)》 - 빈센트 반 고흐 역
- 《나르치스와 골드문트》 - 나르치스 역
- 《더픽션》 - 그레이 헌트 역
- 《1446》 - 세종 역
- 《페드라》 - 테세우스 역
- 《블루레인》 - 루크 역
- 《루드윅》 - 루드윅 역
- 《아랑가》 - 개로 역
- 《살리에르》낭독 - 살리에르 역
- 《자리주쇼》
- 《라흐마니노프》 - 라흐마니노프 역
- 《사랑은 비를 타고》 - 동현 역
- 《액션스타 이성용》 - 이성용 역
- 《쓰루더도어》 - 레니 역
- 《원 투 쓰리》
- 《마이 버킷 리스트》 - 강구 역
- 《살리에르》 - 모차르트 역
- 《빈센트 반고흐》 - 테오 반 고흐 역
- 《아이 러브 유 비코즈》 - 오스틴 역
- 《뮤직박스》 - 장난감친구들 역
- 《남자가 사랑할 때》 - 승일 역
- 《요셉 어메이징》 - 경비원 외 역
- 《풀하우스》 - 이종수 역
- 《맨오브라만차 / 샤롯데씨어터》
- 《닥터 지바고》
- 《햄릿》
- 《지킬앤하이드》
- 《모차르트!》
- 《희망세일》

### 연극
- 《보도지침》 - 승욱 역

## 수상
- 2017년 대구국제뮤지컬페스티벌 어워즈 남우조연상